# Aster squamatus

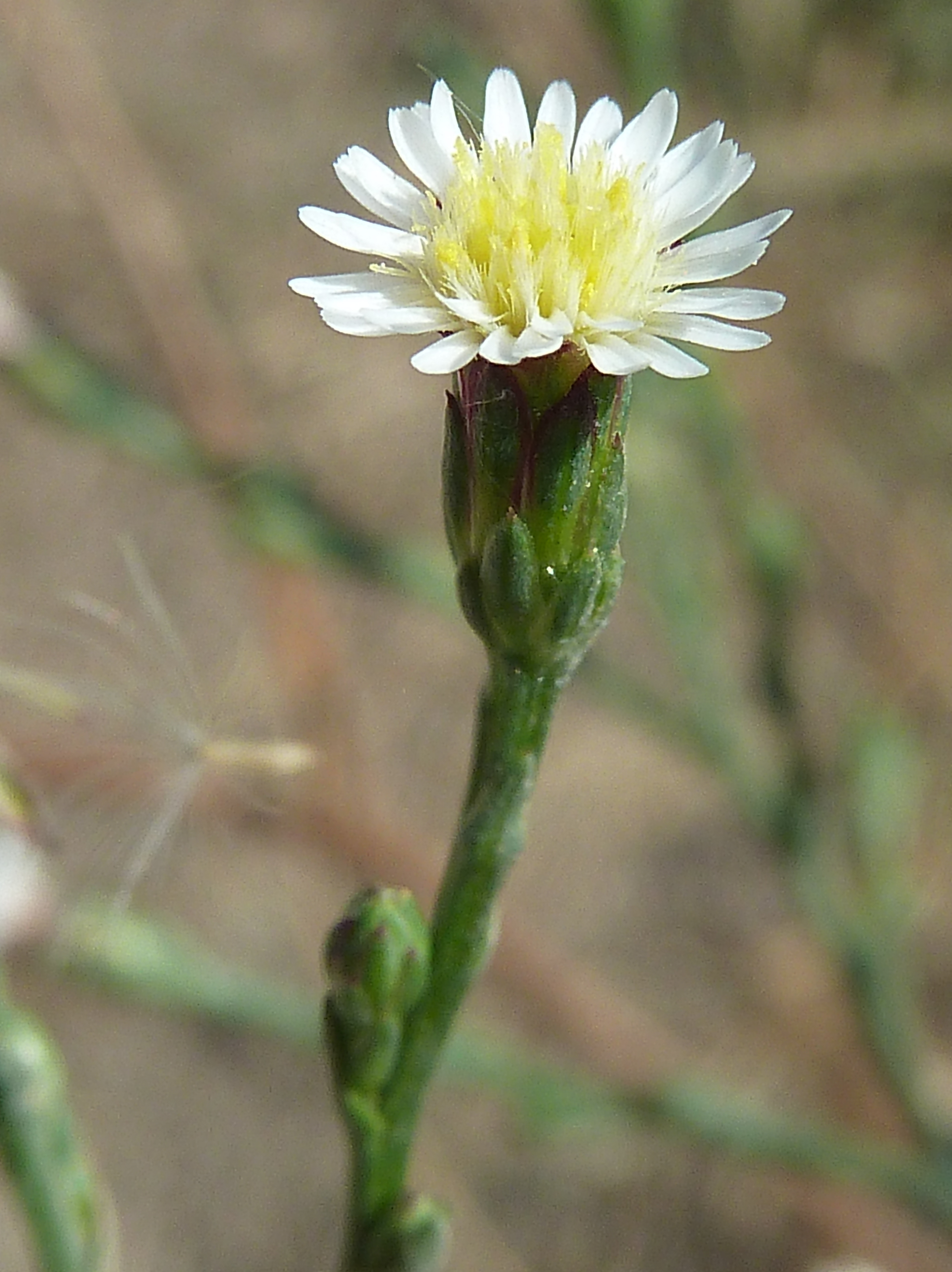
Capítulo en floración

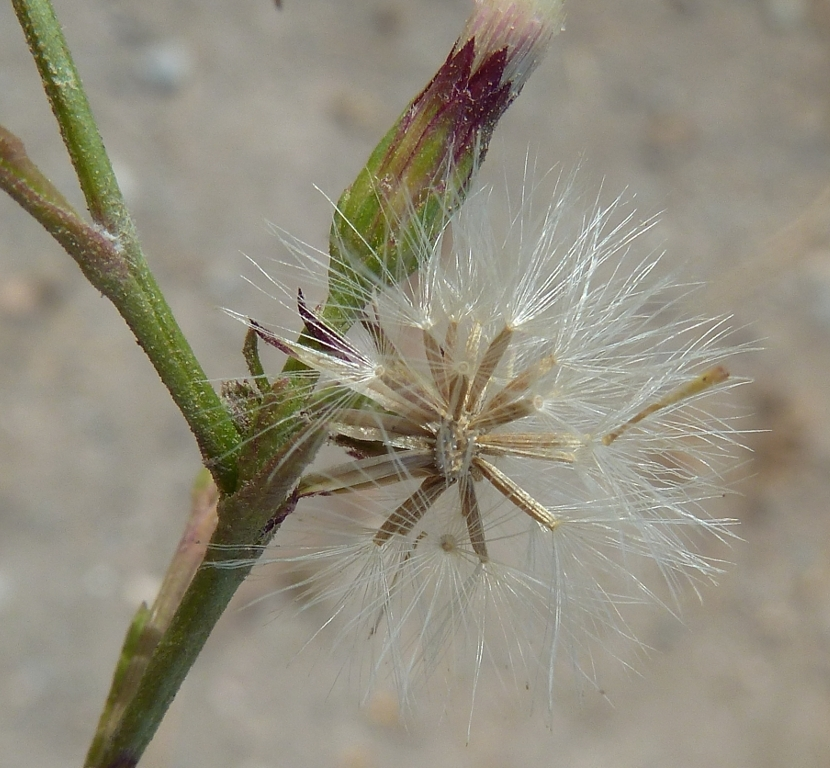
Cipselas in situ

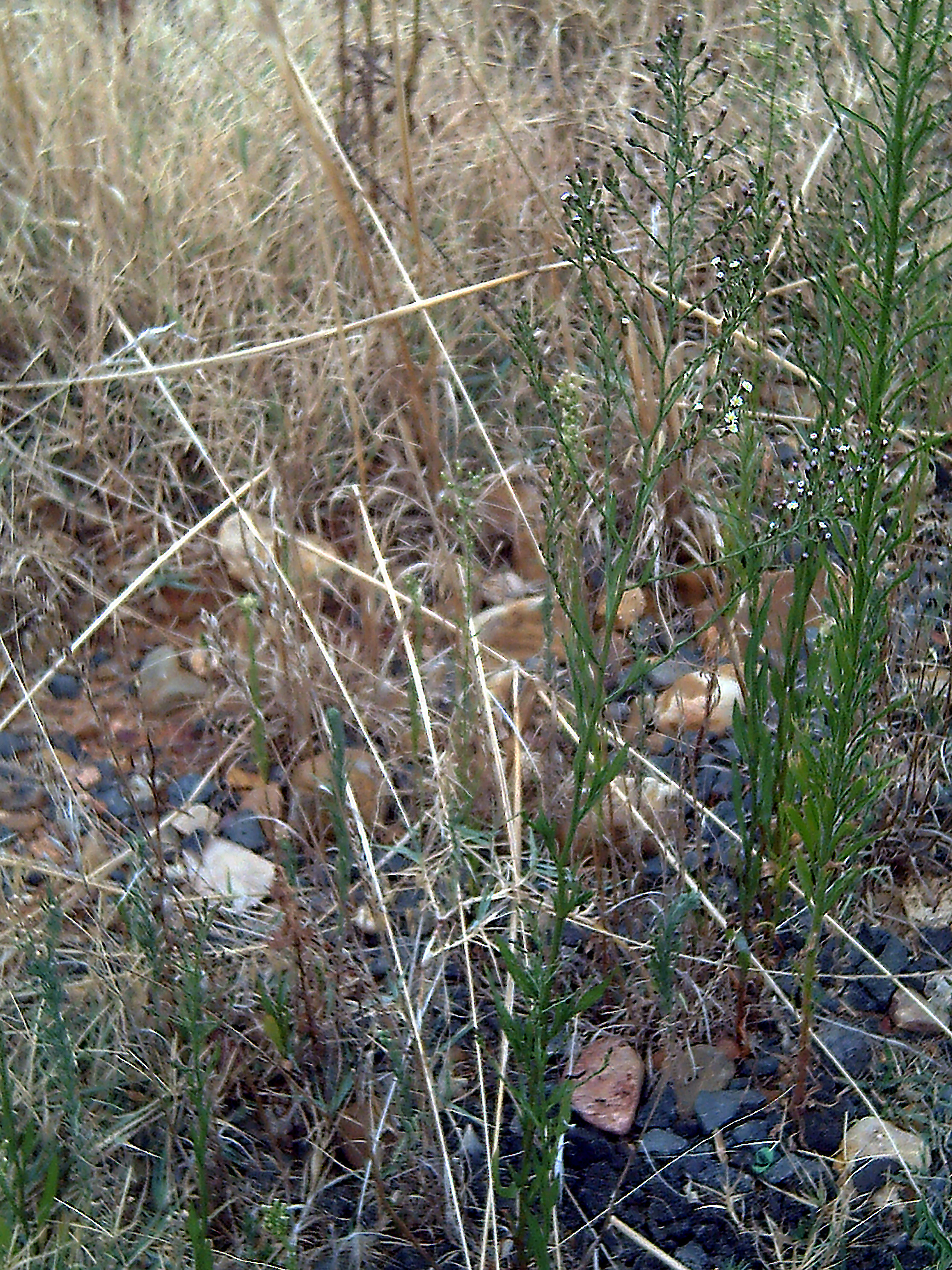
En su hábitat

Aster squamatus es una especie de planta fanerógama perteneciente a la familia Asteraceae.

## Descripción
Es una planta herbácea que puede alcanzar unos 2 m de altura, generalmente muy ramificada, con hojas linear-lanceoladas enteras o discretamente denticuladas, sentadas semiabrazadoras, con un nervio medio dorsal que se prolonga abajo en el tallo hasta la hoja anterior, y que son cada vez más pequeñas —hasta llegar a inconspicuas— hacia el ápice de la planta. Los capítulos, diminutos, se organizan en una inflorescencia de panículas laxas. Las brácteas del involucro son lanceoladas, desiguales, de ápice agudo y, a menudo, de color violáceo, mientras el receptáculo, alveolado, carece de páleas. Las flores, solitarias en el ápice de pedúnculos escamosos que nacen en la axila de las hojas, son de color blanco o blanquecino-violáceo, liguladas y femeninas las periféricas y  flósculosas y hermafroditas las centrales. Las cipselas, de 1,5-3mm de largo por 0,5mm de ancho, tienen un vilano de una única fila de pelos ásperos algo más largos que su cuerpo, el cual es discretamente pubescente, de sección pentagonal y con costillas longitudinales más o menos marcadas.

## Distribución
Es originaria de Sudamérica (Argentina, Brasil, Chile, Uruguay, Paraguay); hoy día, se considera una plaga en muchas regiones del mundo, incluso tan alejadas como, por ejemplo, la isla de Malta o Sudáfrica.

## Taxonomía
Aster squamatus fue descrito primero por Curt Polycarp Joachim Sprengel como Conyza squamata y publicado en Systema Vegetabilium, ed. 16, vol. 3, p. 515, 1826.  y posteriormente trasladado al género Aster por Georg Hans Emmo Wolfgang Hieronymus y publicado en Botanische Jahrbücher für Systematik, Pflanzengeschichte und Pflanzengeographie, vol. 29(1), p. 19, 1900.
Etimología
- Aster: prestado del latín astēr, -ěris, estrella, aludiendo a la forma de los capítulos radiantes en vista cenital.[4]
- squamatus: prestado del latín squāmātus, -a, -um, cubierto de escamas, por las «escamas» de los pedúnculos florales.

Citología
Número de cromosomas: 2n=20.
Sinonimia
- Aster divaricatus (Nutt.) Torr. & A.Gray, non L. var. sandwicensis A.Gray
- Aster subulatus Michx. var. sandwicensis (A.Gray) A.G.Jones
- Aster subulatus Michx. var. australis (A.Gray) Shinners
- Aster barcinonensis Sennen
- Aster divaricatus L.
- Aster exilis var. australis A.Gray
- Aster linifolius Griseb.
- Aster moelleri (Phil.) Reiche
- Aster sandwicensis (A. Gray) Hieron.
- Aster subtropicus Morong
- Baccharis asteroides Colla
- Conyza berteroana Phil.
- Conyza squamata Spreng.
- Conyzanthus squamatus (Spreng.) Tamamsch.
- Erigeron depilis Phil.
- Erigeron semiamplexicaule Meyen
- Symphyotrichum subulatum var. squamatum (Spreng.)  S.D.Sundb.
- Tripolium conspicuum Remy in Gay
- Tripolium moelleri Phil.
- Tripolium oliganthum Phil.
- Tripolium subulatum var. brasilianum DC.[2][7]

## Nombre vernáculo
- Castellano: guardia de asalto, guardias altos,[5] matacavero,[8] palico verde, rompedallas, pirulero[9]